# Procryptocerus rudis
Procryptocerus rudis är en myrart som först beskrevs av Mayr 1870.  Procryptocerus rudis ingår i släktet Procryptocerus och familjen myror. Inga underarter finns listade i Catalogue of Life.